# Liste Planegger Straßennamen
Die Liste Planegger Straßennamen führt Bedeutungen der Namensgebung auf. Sie bezieht sich auf die Gemeinde Planegg und seine Ortsteile.

## A
Adolf-Butenandt-Straße,
benannt nach dem Chemie-Nobelpreisträger Adolf Butenandt, der entscheidend bei der Planung und Aufbau des Max-Planck-Institut für Biochemie mitgewirkt hat, am 26. Juli 1984 durch einen Gemeinderatsbeschluss.
Albert-Schweitzer-Straße,
benannt nach dem Friedensnobelpreisträger Albert Schweitzer. Die Straße liegt im Ortsteil Martinsried.
Alexander-Fleming-Straße,
benannt nach dem Bakteriologen Alexander Fleming. Die Straße liegt im Ortsteil Martinsried.
Am Klopferspitz,
benannt am 16. Mai 1950. Der Flurname bezeichnet ein spitz zulaufendes Grundstück am Waldrand. Die Straße liegt im Ortsteil Martinsried, dort sind unter anderem das Innovations- und Gründerzentrum Biotechnologie Martinsried und das Max-Planck-Institut für Neurobiologie ansässig.
Am Marktplatz,
benannt am 25. Juni 1981.
Amtmannstraße,
benannt nach der Berufsbezeichnung Amtmann.
Angerbauerstraße,
benannt nach einem ehemaligen Hof im Ortsteil Martinsried.
Anton-Schneller Straße,
benannt nach dem Ehrenbürger Planeggs und ehemaligen Pfarrers der Pfarrei Planegg Anton Schneller (1875–1954).

## B
Bahnhofstraße,
benannt nach dem Bahnhof Planegg, wohin diese zentrale Einkaufsstraße führt.
Behringstraße,
benannt nach Emil Adolf von Behring. Die Straße liegt im Ortsteil Steinkirchen.
Benefiziat-Bach-Straße,
benannt nach Karl Bach, Chorregent und Benefiziat sowie Ehrenbürger von Planegg. Die Erschließungsstraße in Martinsried zwischen Kirchplatz und am Klopferspitz wurde am 30. Januar 1995 durch einen Gemeinderatsbeschluss so genannt.
Bertha-von-Suttner-Weg,
benannt nach der Friedensnobelpreisträgerin Bertha von Suttner. Die Straße liegt im Ortsteil Martinsried.
Bräuhausstraße,
benannt nach dem ehemaligen Brauhaus der Schlossbrauerei Planegg. Das Haus beherbergt heute ein Magazin der Bayerischen Staatsbibliothek.
Bunsenstraße,
benannt nach dem Chemiker Robert Wilhelm Bunsen. Die Straße liegt im Ortsteil Martinsried.

## D
Dompfaffweg,
benannt nach dem Vogel Dompfaff.

## E
Egenhofenstraße,
benannt nach Konrad von Egenhofen, der 1425–1472 Schlossherr in Planegg war.
Einsteinstraße,
benannt nach dem Physiknobelpreisträger Albert Einstein. Die Straße liegt im Ortsteil Martinsried.
Elisabethweg,
benannt nach Elisabeth Freifrau von Hirsch (1880–1956), der Ehefrau von Rudolf von Hirsch.
Enzianweg,
benannt nach der Pflanzengattung Enziane.

## F
Feodor-Lynen-Straße,
benannt nach dem Medizin Nobelpreisträger Feodor Lynen. An der Straße liegt auch das nach ihm benannte Gymnasium.
Fraunhoferstraße,
benannt nach dem Physiker Joseph von Fraunhofer. Die Straße befindet sich im Ortsteil Martinsried.
Franz-Brugger-Straße,
benannt nach dem Altbürgermeister und Ehrenbürger der Gemeinde Planegg Franz Brugger (1863–1954).
Fürstenrieder Straße,
benannt nach dem Stadtteil Fürstenried, wohin die Straße in Verlängerung führt.

## G
Georgenstraße,
benannt nach dem Georgskirchlein im Ortsteil Steinkirchen.
Germeringer Straße,
benannt nach Germering, wohin diese Kreisstraße führt.
Glockenblumenweg,
benannt nach den Glockenblumen.
Großhaderner Straße,
benannt nach dem Münchner Stadtteil Großhadern, wohin die Straße von Martinsried aus führt.
Gumstraße,
benannt nach Modest Gum (1839–1897), einem Planegger Baumeister.
Gustl-Waldau-Straße,
benannt nach dem Schauspieler Gustav Waldau.

## H

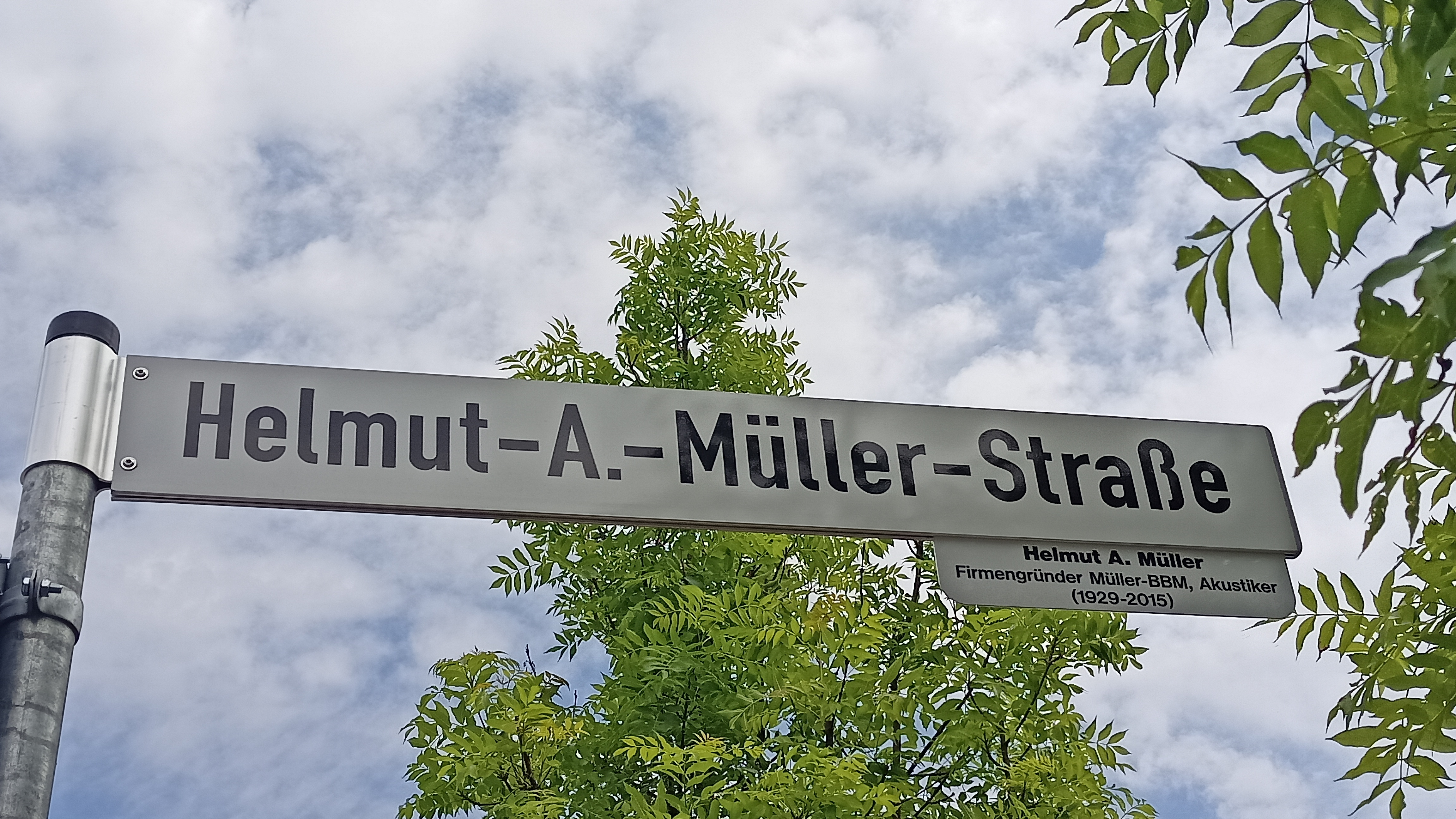

Heimgartenstraße,
benannt nach der Garten- und Heimstätten-Baugenossenschaft der Kriegsteilnehmer des Veteranen- und Krieger-Vereins Planegg G.m.b.H.
Heimstättenallee,
benannt nach der „Baugesellschaft für Familienhäuser und Villen (Heimstättengesellschaft m. b. H.)“.
Heinrich-Heine-Straße,
benannt nach Heinrich Heine, liegt im Ortsteil Martinsried.
Helmut-A.-Müller-Straße,
benannt nach dem Firmengründer Helmut A. Müller des in dieser Straße ansässigen Unternehmens Müller-BBM. Dies wurde in der Gemeinderatssitzung am 29. Oktober 2020 beschlossen.
Herzog-Wilhelm-Straße,
benannt nach dem bayerischen Herzog Wilhelm III., der das Gut Planegg 1409 von Jörg Tömmlinger erwarb und darauf bis 1425 hier Schlossherr war.
Hofmarkstraße,
benannt nach der Hofmark Planegg.
Hörwarthstraße,
benannt nach der Familie Hörwarth, die die Schlossherrschaft von 1616 bis 1732 innehatte und von der die Gemeinde die Eule als Wappentier übernahm.
Hubertusstraße,
benannt nach dem Patron der Jäger Hubertus von Lüttich.
Hutfeldstraße,
benannt nach dem Flurnamen.

## I

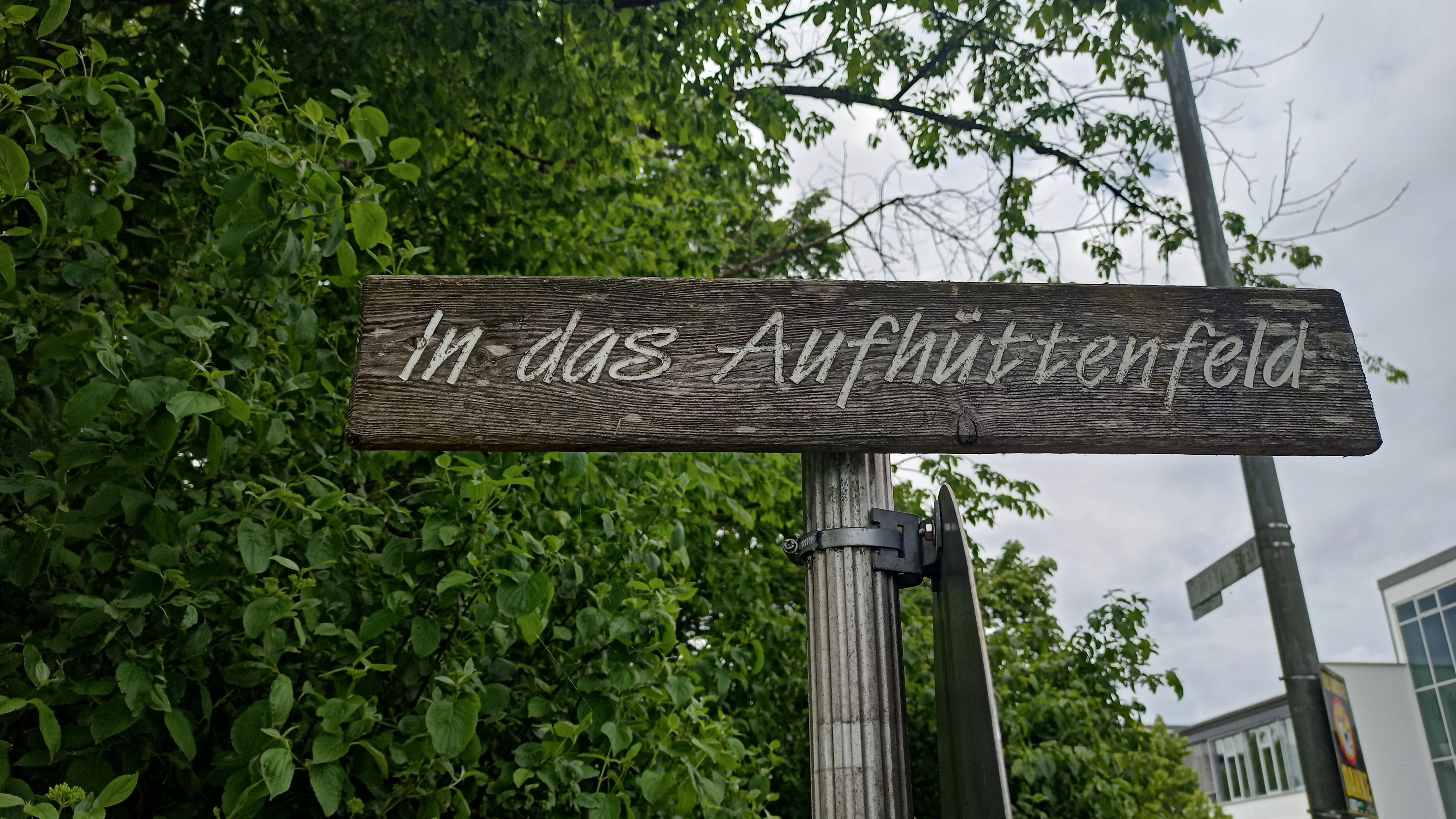

Im Grund,
benannt nach dem Flurnamen.
In das Aufhüttenfeld,
benannt nach dem Flurnamen. Feldweg im Bereich des Grünzuges am Lichtweg.

## J
Jahnstraße,
benannt nach dem Pädagogen und Politiker Friedrich Ludwig Jahn.
Jakob-Lenz-Straße,
benannt nach dem Benefiziaten und Vikar Jakob Lenz (1637–1699), der sich um die Kirche St. Martin verdient gemacht hat, indem er sein Vermögen zur Renovierung einsetzte. Die südliche Erschließungsstraße zur Neurieder Straße in Martinsried wurde am 10. Oktober 1968 durch einen Gemeinderatsbeschluss so genannt.
Jörg-Tömlinger-Straße,
benannt nach dem ersten urkundlich erwähnten Planegger Grundbesitzer Jörg Tömlinger.
Josef-Beyerl-Straße,
benannt nach dem Planegger Bürgermeister (1905–1919) und Kirchenpfleger (1934–1952) Josef Beyerl (1874–1952).
Josef-Gerstner-Straße,
benannt nach dem Müller Josef Gerstner, der 1804 erstmals in Planegg Kartoffeln angebaut hat. Die nördliche Erschließungsstraße zur Neurieder Straße in Martinsried wurde am 10. Oktober 1968 durch einen Gemeinderatsbeschluss so genannt.
Josef-Danzer-Straße,
benannt nach dem Martinsrieder Pfarrer Josef Danzer (1843–1932).
Josef-von-Hirsch-Straße,
benannt nach dem Planegger Schlossherrn Josef von Hirsch.

## K
Käthe-Kollwitz-Straße,
benannt nach der Künstlerin Käthe Kollwitz.
Kardinal-Faulhaber-Straße,
benannt nach Kardinal Michael von Faulhaber.
Karl-Leisner-Weg,
benannt nach Karl Leisner, der im Waldsanatorium Planegg gestorben ist. Der Weg führt von Maria Eich aus dorthin und heißt auch auf Kraillinger Gebiet so.
Karlstraße,
benannt nach Karl Sartorius, dem Vater von Walter Sartorius. Außerdem erinnert sie an den Vornamen Karl.
Karl-Valentin-Straße,
benannt nach dem in Planegg beerdigten Karl Valentin.
Keplerweg,
benannt nach Johannes Kepler. Der Weg liegt im Ortsteil Martinsried.
Kettelerstraße,
benannt nach dem Bischof Wilhelm Emmanuel von Ketteler.
Kiem-Pauli-Straße,
benannt nach dem Musiker Paul Kiem.
Kirchplatz,
benannt nach der Martinsrieder Kirche, die dort steht.
Kleiberweg,
benannt nach dem Vogel.
Kopernikusweg,
benannt nach dem Astronomen Nikolaus Kopernikus. Der Weg liegt im Ortsteil Martinsried.
Kraillinger Straße,
benannt nach der Gemeinde Krailling, wohin die Straße führt.
Kreuzwinkelstraße,
benannt nach dem Ortsteil in den sie vom Bahnhof aus führt.

## L
Lena-Christ-Straße,
benannt nach der Schriftstellerin Lena Christ. Die Straße liegt im Ortsteil Martinsried.
Liesl-Karlstadt-Straße,
benannt nach der Schauspielerin Elisabeth Wellano.
Lochhamer Straße,
benannt nach Ortsteil Lochham der Gemeinde Gräfelfing wohin die Straße vom Ortsteil Martinsried aus führt.
Luisenstraße,
benannt nach Luise Redenbacher, die in Kreuzwinkel einen größeren Grundbesitz hatte. Außerdem erinnert sie an den weiblichen Vornamen Luise.

## M
Magdalenenweg,
benannt nach der Heiligen Magdalena, der Patronin der Schlosskapelle.
Magmannackerweg,
benannt nach dem Flurnamen. Feldweg im Bereich des Grünzuges am Lichtweg.
Margeritenweg,
benannt nach den Blumen.
Maria Günzl-Weg,
benannt nach der SPD-Landtagsabgeordneten Maria Günzl. Der Fußweg verläuft entlang der Würm.
Mathildenstraße,
benannt nach Mathilde Freifrau von Hirsch (1848–1920), der Ehefrau von Emil von Hirsch und Mutter Rudolf von Hirschs.
Meisenweg,
benannt nach der Vogelfamilie.
Mühlfeldstraße,
benannt nach dem Flurnamen.
Münchener Straße,
benannt nach der Stadt München. Sie führt von Planegg nach Martinsried beziehungsweise Neuried, in Verlängerung dann auch nach München.

## N
Neurieder Straße,
benannt nach Neuried wohin die Straße vom Ortsteil Martinsried aus führt.
Nikolaus-Müller-Straße,
benannt nach dem Eremiten Nikolaus Müller (1802–1837), der bis 1819 in Maria Eich als Lehrer tätig war.
Noackstraße,
benannt nach dem Kommerzienrat Noack, der ein Gönner der Garten- und Heimstätten-Baugenossenschaft der Kriegsteilnehmer des Veteranen- und Kriegervereins Planegg G.m.b.H. war.

## O
Otto-Pippel-Straße,
benannt nach dem Maler Otto Pippel.

## P
Pasinger Straße,
benannt nach Pasing, wohin die Straße über Gräfelfing führt.
Pasteurstraße,
benannt nach dem Wissenschaftler Louis Pasteur. Die Straße liegt im Ortsteil Martinsried.
Planegger Straße,
benannt nach Planegg; Verbindung zwischen Martinsried und Planegg.
Poststraße,
benannt nach dem dortigen Gebäude, dem Postamt.

## R
Richard-Strauss-Straße,
benannt nach dem Komponisten Richard Strauss.
Richard-Wagner-Straße,
benannt nach dem Komponisten Richard Wagner.
Robert-Koch-Straße,
benannt nach dem Mediziner Robert Koch. Die Straße liegt im Ortsteil Martinsried.
Rodanaweg,
benannt nach Maria Franziska Jodlbauer (1877–1967), die als Ordensschwester Rodana im Kindergarten Josefstift von 1922 bis 1957 tätig war.
Röntgenstraße,
benannt nach dem Physiker Wilhelm Conrad Röntgen, der gut bekannt war mit dem Planegger Schlossherrn Dr. Rudolf von Hirsch. Die Straße liegt im Ortsteil Martinsried.
Rotkehlchenweg,
benannt nach dem gleichnamigen Vogel.
Rudolfstraße,
benannt nach Freiherr Dr. Rudolf von Hirsch (1875–1975), der Ehrenbürger der Gemeinde ist.
Ruffiniallee,
benannt nach der Familie von Ruffin, die von 1732 bis 1817 die Schlossherrschaft innehatte.

## S
Schubertstraße,
benannt nach dem Komponisten Franz Schubert.
Schulangerweg,
benannt nach dem Flurnamen. Der Weg liegt in der Nähe der Volksschule Planegg.
Schulweg,
benannt nach der Schule.
Seitzstraße,
benannt nach Ludwig Seitz (1838–1883), der Seelsorger und Lehrer war und in Steinkirchen begraben ist.
Semmelweisstraße,
benannt nach dem Arzt Ignaz Semmelweis.
Steinnelkenweg,
benannt nach der Blume.

## T
Tandlerschlucht,
benannt nach der Tandlerei, die sich an der tiefsten Stelle dieses Weges von der Germeringer Straße zum Steg über die Würm zur Bräuhausstraße führte.
Theodor-Körner-Straße,
benannt nach dem Dichter Theodor Körner.
Thomas-Diewald-Straße,
benannt nach Martinsrieder Pfarrer Thomas Diewald (1876–1945).
Thürheimstraße,
benannt nach Friedrich Karl von Thürheim, der von 1817 bis 1825 in Planegg Schlossherr war.

## V
Veit-Lung-Straße,
benannt nach Veit Lung, der von 1565 bis 1582 Schlossherr in Planegg war.

## W
Wallfahrerweg,
benannt nach dem Kreuzweg von Gräfelfing nach Maria Eich, auf dem die Wallfahrer zur Klosterkirche gehen.
Walter-Sartorius-Weg,
benannt nach dem Architekten Walter Sartorius (1875–1937), der sowohl das Schulhaus als auch das Alte Rathaus plante.
Wilhelm-Maier-Straße,
benannt nach dem ehemaligen 2. Bürgermeister (1948–1955) und Gemeinderat Wilhelm Maier (1887–1955).

## Z
Zaunkönigweg,
benannt nach dem Vogel. Feldweg im Bereich des Grünzugs am Lichtweg.
Zeppelinstraße,
benannt nach dem Erfinder des Luftschiffes Ferdinand Graf von Zeppelin.
Zu Maria-Eich,
benannt nach dem Wallfahrtsort Maria Eich zu dem die Straße führt.
Zur Bergwiese,
benannt nach dem Flurnamen.
Zweigstraße,
benannt nach dem Flurnamen.